# Ivan Bilibin
Ivan Iàkovlevitx Bilibin (rus: Ива́н Я́ковлевич Били́бин) (Sant Petersburg, 16 d'agost del 1876 - Leningrad, 7 de febrer de 1942) va ser un pintor, il·lustrador i decorador de teatre rus. Va formar part del moviment Mir iskusstva ("Món de l'Art" en català), va ser decorador a la companyia dels Ballets Russos, i va ajudar a fundar l'Associació de Pintors Russos (Soyuz russkih hudožnikov, que el 1937 es convertí en la Soyuz hudožnikov SSSR, l'Associació de Pintors de l'URSS). Una de les inspiracions més grans durant tota la seva carrera va ser la mitologia eslava.

## Biografia

### De 1876 a la Revolució de 1917
Ivan Bilibin va néixer a Tarkhovka, un suburbi de St. Petersburg, el 16 d'agost de 1876 (el 4 d'agost segons el calendari julià). Era fill d'un metge militar i pertanyent a una família antiga rússa, ja esmentada a l'època d'Ivan el Terrible. El 1898, va estudiar al taller del pintor Anton Ažbe a la Reial Acadèmia de Belles Arts de Múnic, i tres anys després a l'escola taller de Maria Klavdievna Tenixeva, sota la tutela d'Ilià Repin. que la influència duradora. L'exposició de Viktor Vasnetov del 1898-1899 va ser una font d'inspiració determinant per a Bilibin. Als inicis de l'associació Mir Iskusstva, Bilibin va començar a dissenyar-ne la revista homònima (Món de l'Art) el 1899, a part de col·laborar en el disseny d'altres revistes de l'escena artística russa del moment.
El 1899, Bilibin va arribar per casualitat a la població de Yogna, a l'óblast de Tver. Inspirat tant per la natura com per l'atmosfera tradicional del lloc, va realitzar les primeres il·lustracions que podem qualificar d'"estil Bilibin". Aquestes il·lustracions serien publicades al seu primer llibre, El conte d'Ivan Tsarévitx, de l'Ocell de Foc i del Llop Gris (1901). Tot seguit, de la mateixa col·lecció, va publicar La Princesa Granota, La Bellíssima Vassilissa, La Ploma del Falcó de Foc, Els Germans Alionuxka i Ivanuxka, Maria dels Mars i Bastó Blanc del 1901 al 1903.
Entre el 1902 i el 1904 Bilibin va viatjar pel nord de Rússia a les províncies de Vólogda, Olonets i Arkhàngelsk. Havia enviat pel departament etnogràfic del Museu d'Alexandre III, per tal de recollir material divers (artesania, brodats i luboks) i evidències fotogràfiques sobre l'arquitectura rural tradicional russa. Va quedar fascinat per les estructures tradicionals de fusta i per la mitologia eslava, i va publicar les seves troballes a la monografia Art Tradicional del Nord de Rússia el 1904.
Va començar a guanyar renom il·lustrant bilini (poemes èpics tradicionals típics de la tradició oral russa) com El Volga (1905), i els contes de Puixkin El conte del Tsar Saltan (1907) i El conte del gall d'or (1910). Durant la revolució de 1905 dibuixava caricatures revolucionàries, sobretot per a la revista "Župel" (Жупелъ en rus, prohibida el 1906). Diversos treballs seus, com vinyetes, cobertes i altres treballs apareixen en revistes de principis del segle xx, com Món de l'art (Мир Искусства), El Velló d'Or (Золотое Руно) i Edicions de Moscou (Московскоe Книгоиздательствo). Bilibin és l'autor de les miniatures presents a les etiquetes usades a l'Institut d'Estudis Eslaus de París.

### Exili i retorn a l'URSS
Després de la revolució russa de 1917, Bilibin, primer refugiat a la seva casa de Crimea, va fugir de Rússia. A partir de 1920 va viure al Caire i a Alexandria, abans d'establir-se a París el 1925-1926, on va treballar per a diversos editors francesos (Groupe Flammarion, Boivin) i per a la premsa dels emigrants russos. En aquella època, Bilibin també preparava els esplèndids decorats de les representacions d'òperes russes. Va ser convidat a decorar el ballet de Stravinski L'ocell de Foc a Buenos Aires i una sèrie d'òperes a Brno i Praga. Va exposar a Praga el 1927 i a Amsterdam el 1929, i va participar en nombroses exposicions d'art rus. El 1932 il·lustrà per a l'editorial Boivin et Cie el llibre de Jeanne Roche-Mazon "Contes de l'Escurçó".

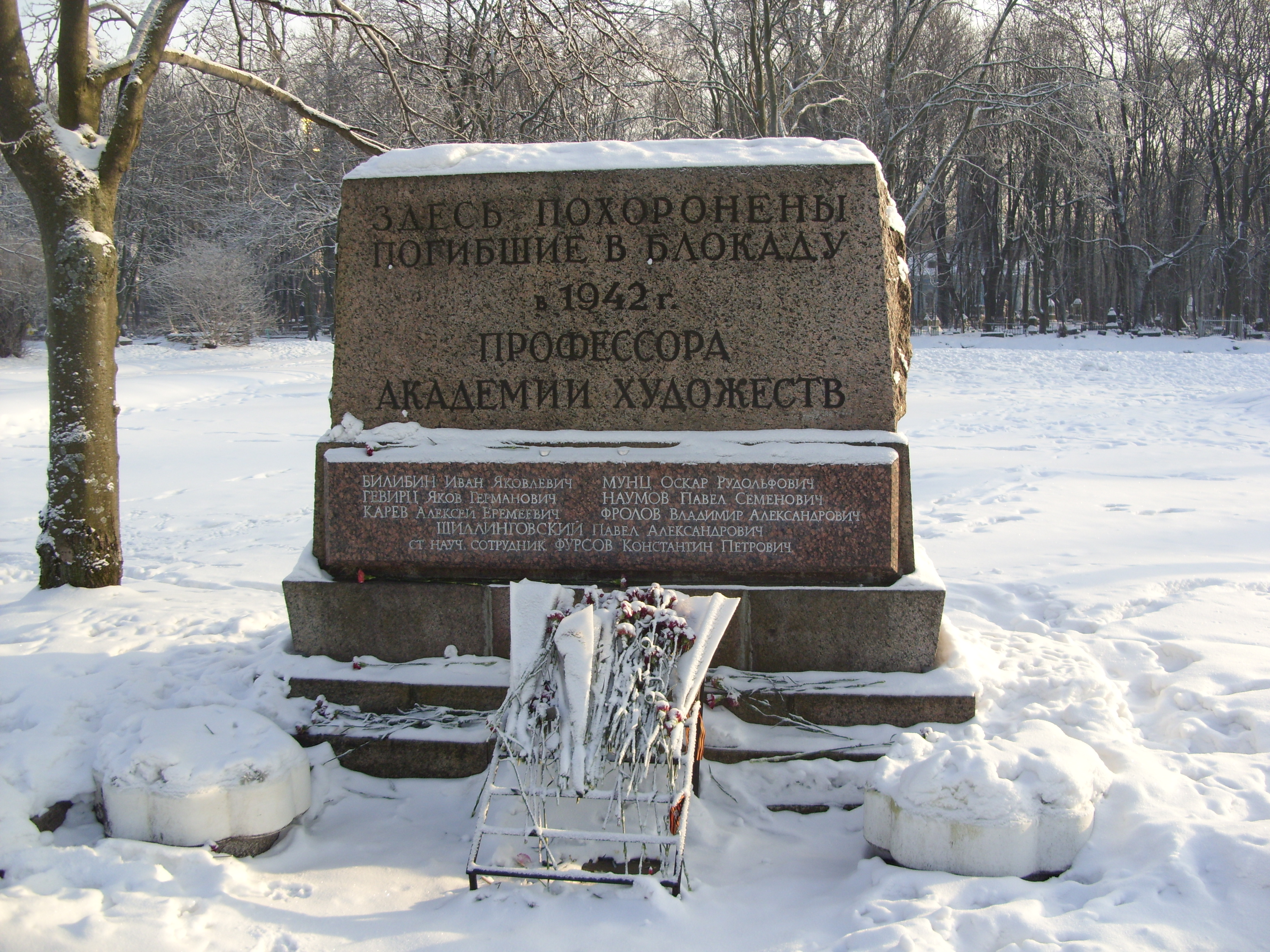
Fossa comuna on fou enterrat Bilibin (Sant Petersburg).

Amb els anys, Bilibin es reconcilià amb el poder soviètic. El 1935-1936 va participar en la decoració de l'Ambaixada de la Unió Soviètica a París amb el panell monumental Mikoula Selianinovitx. Durant el mateix any 1936, el pintor va tornar a la seva terra natal i es va instal·lar altre cop a Sant Petersburg, aleshores reanomenada com a Leningrad. Bilibin va començar a impartir classes a l'Acadèmia Soviètica de les Arts (Всероссийская Академия художеств), sense deixar de treballar com a il·lustrador i com a escenògraf teatral.
Bilibin va morir el 7 de febrer de 1942 durant el setge de Leningrad, a l'hospital de l'Acadèmia. L'última obra d'aquest pintor va ser un estudi per a il·lustrar la bilina El Duc Stepanóvitx (Дюк Степанович) el 1941. Bilibin està enterrat a la fossa comuna dels professors de l'Acadèmia, vora del cementiri ortodox de l'Església de Smolensk de Sant Petersburg.

## L'"Estil Bilibin"
La característica d'estil de Bilibin és la representació gràfica. Bilibin començava a treballar els seus dibuixos amb un esbós de la futura composició. Línies negres ornamentals defineixen i delimiten clarament les gammes de colors (tècnica inspirada pels vitralls gòtics i l'estampa tradicional japonesa). L'emplenament de l'aquarel·la dibuix en blanc i negre només subratlla les líniels del contorn inicial. Per a l'elaboració de dibuixos, Bilibin utilitza generosament els motius ornamentals.
Per l'evocació dels paisatges que representen els contes de fades russos, Bilibin combina un component decoratiu i simbòlic, independent del subjecte pròpiament dit que serveix com a teló de fons, i un altre que remarca la configuració específica de la història: aquesta combinació caracteritza el seu estil modern: rus, però clarament occidental.
Bilibin fou el primer a la història del llibre rus en haver aconseguit una síntesi dels principis de la pintura i dels de la tècnica gràfica impresa. La fermesa del seu traç li va fer guanyar el sobrenom d'Ivan "Mà de ferro".
Va rebre diverses influències en el seu estil, com ara la de l'il·lustrador britànic Aubrey Beardsley, però sobretot del seu contemporani francès (Boutet de Monvel i de l'ukiyo-e de Hokusai.

## Galeria d'obres

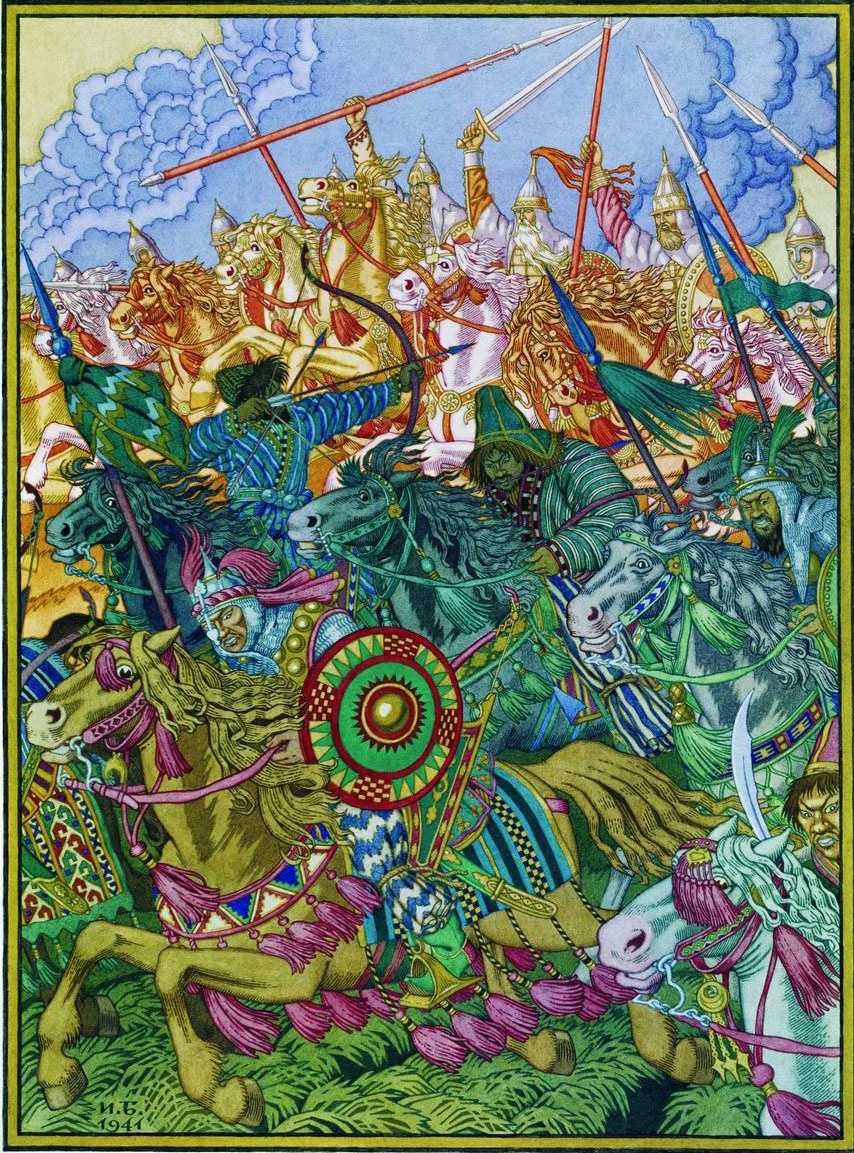
El conte de la campanya d'Ígor.
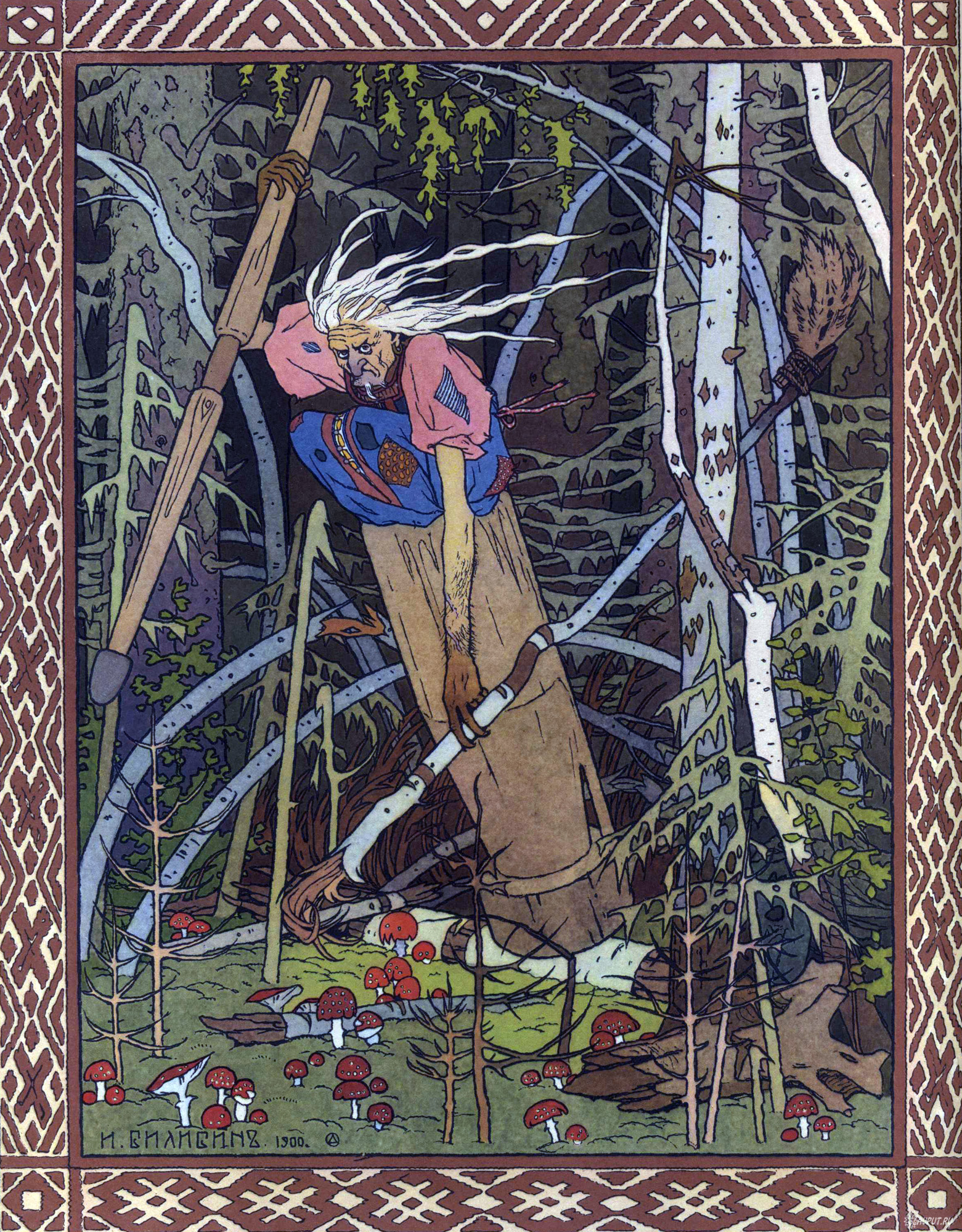
Baba Iagà de La Bellíssima Vassilissa (1899).
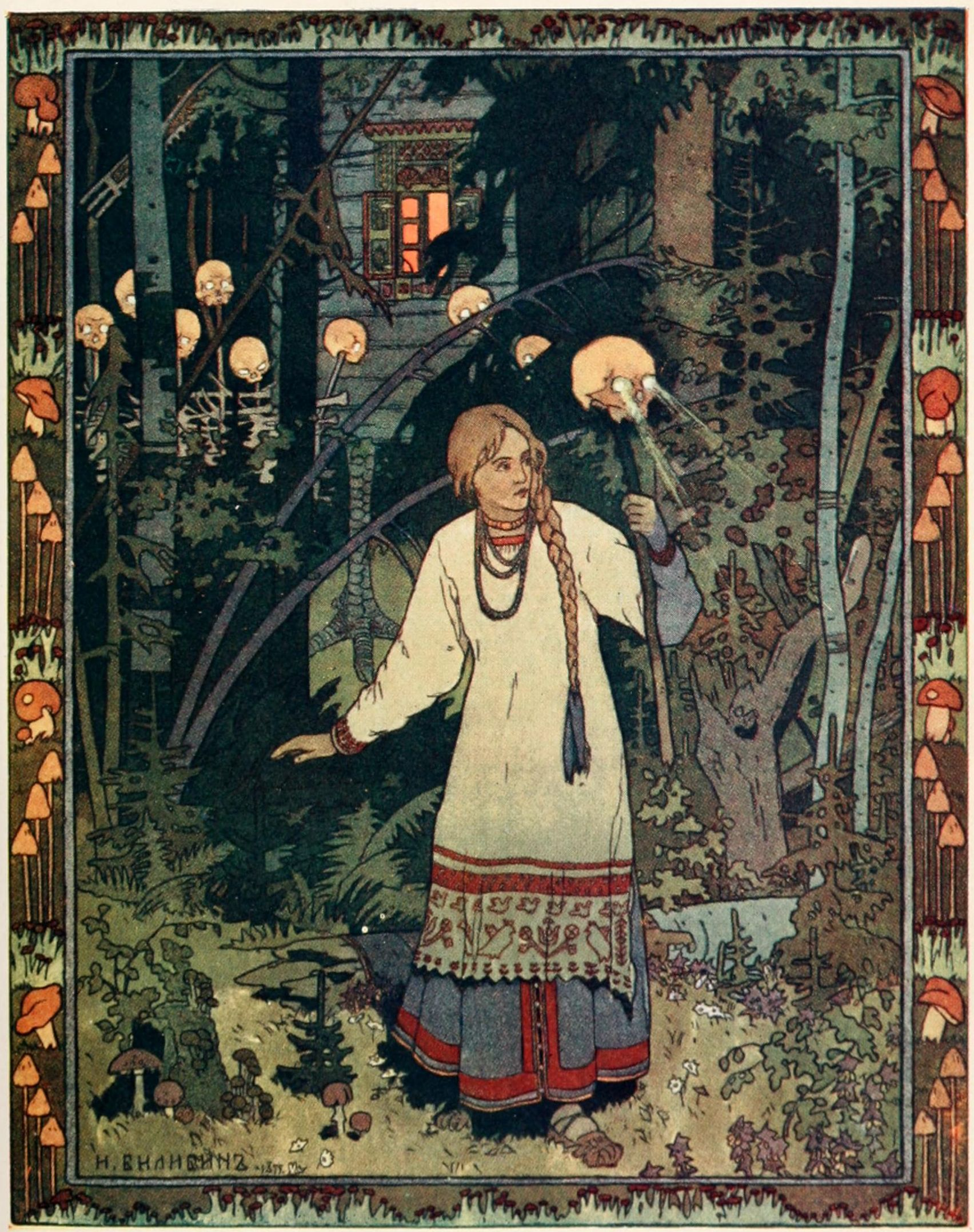
La Bellíssima Vassilissa (1899).
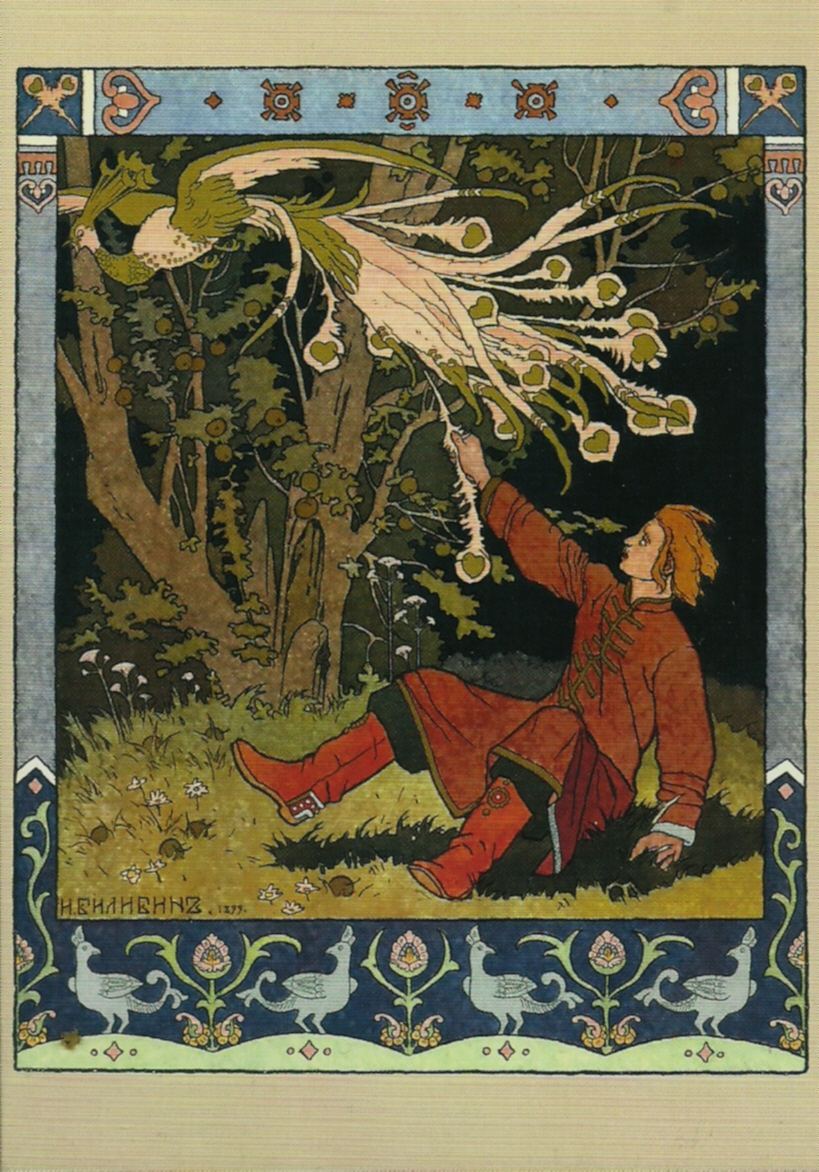
Ivan Tsarévitx i l'Ocell de Foc (1899).
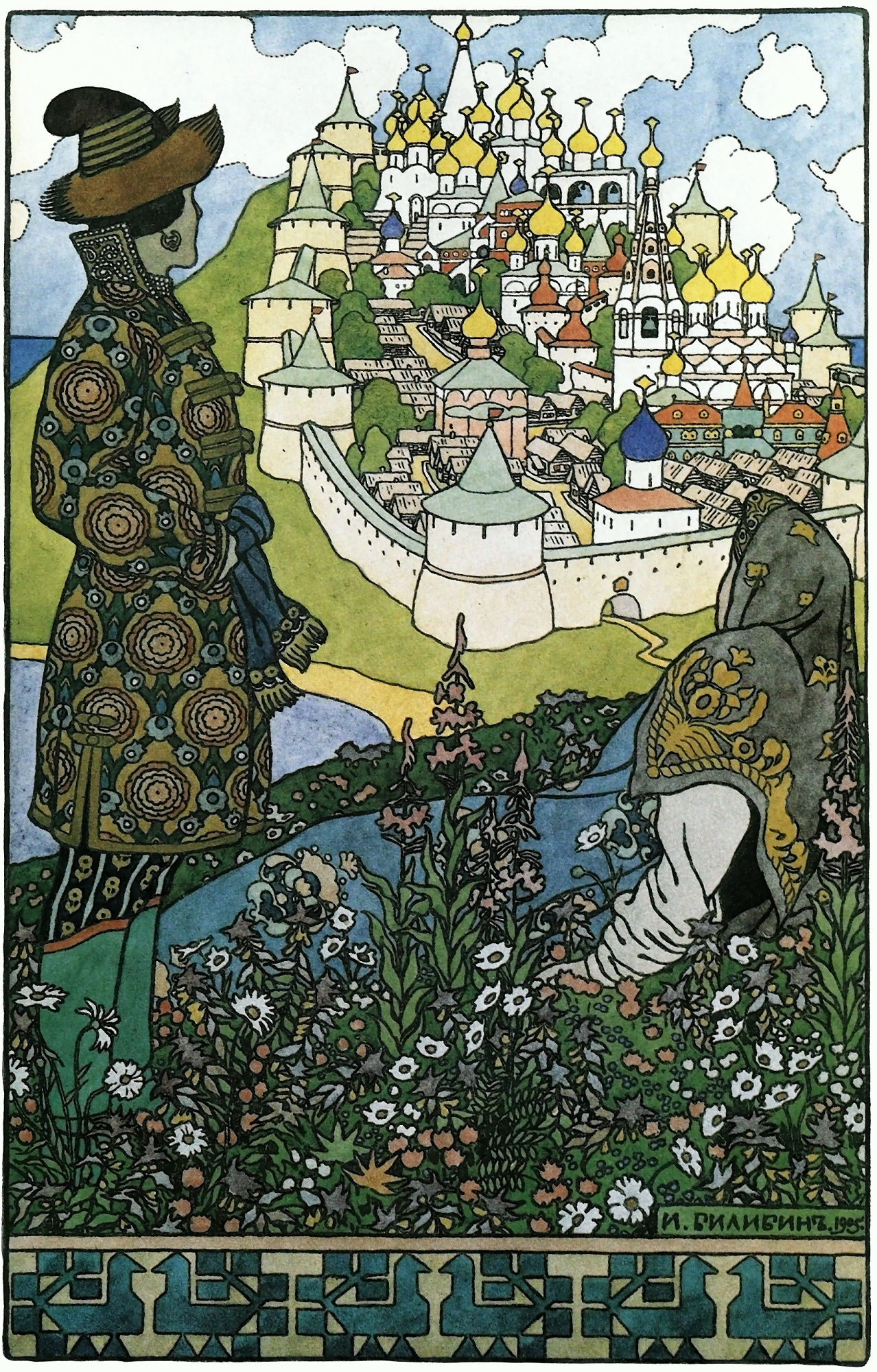
L'Illa de Buian (1905).
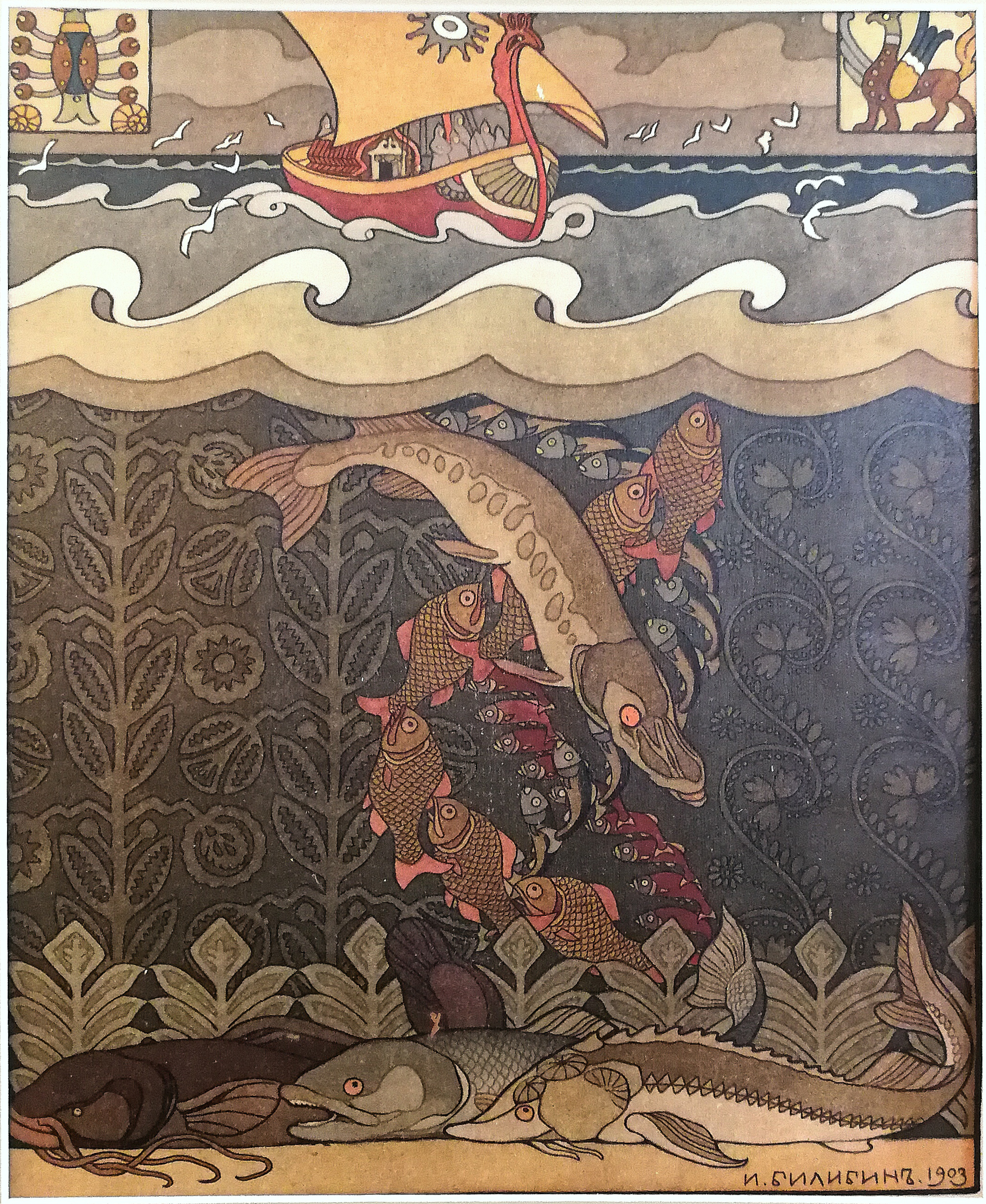
El regne submarí, il·lustració per a l'èpica Volga (1903).
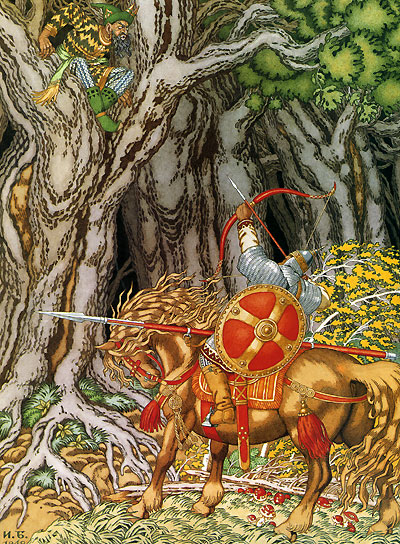
Ilià Murómets i el Lladre Rossinyol.
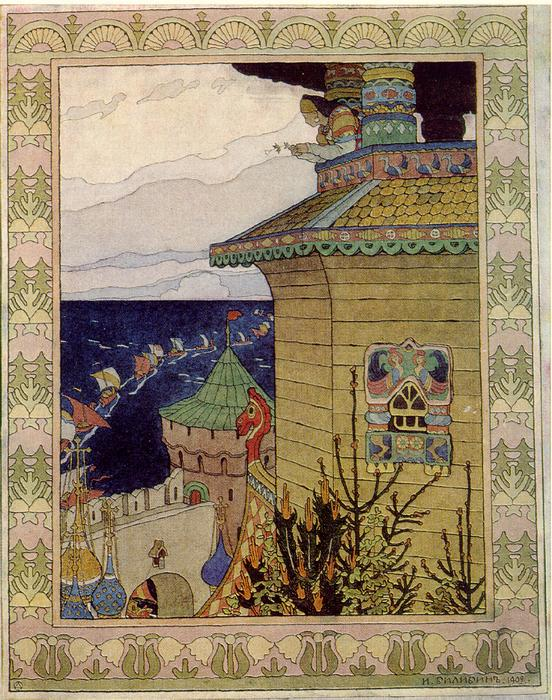
Sadkó.
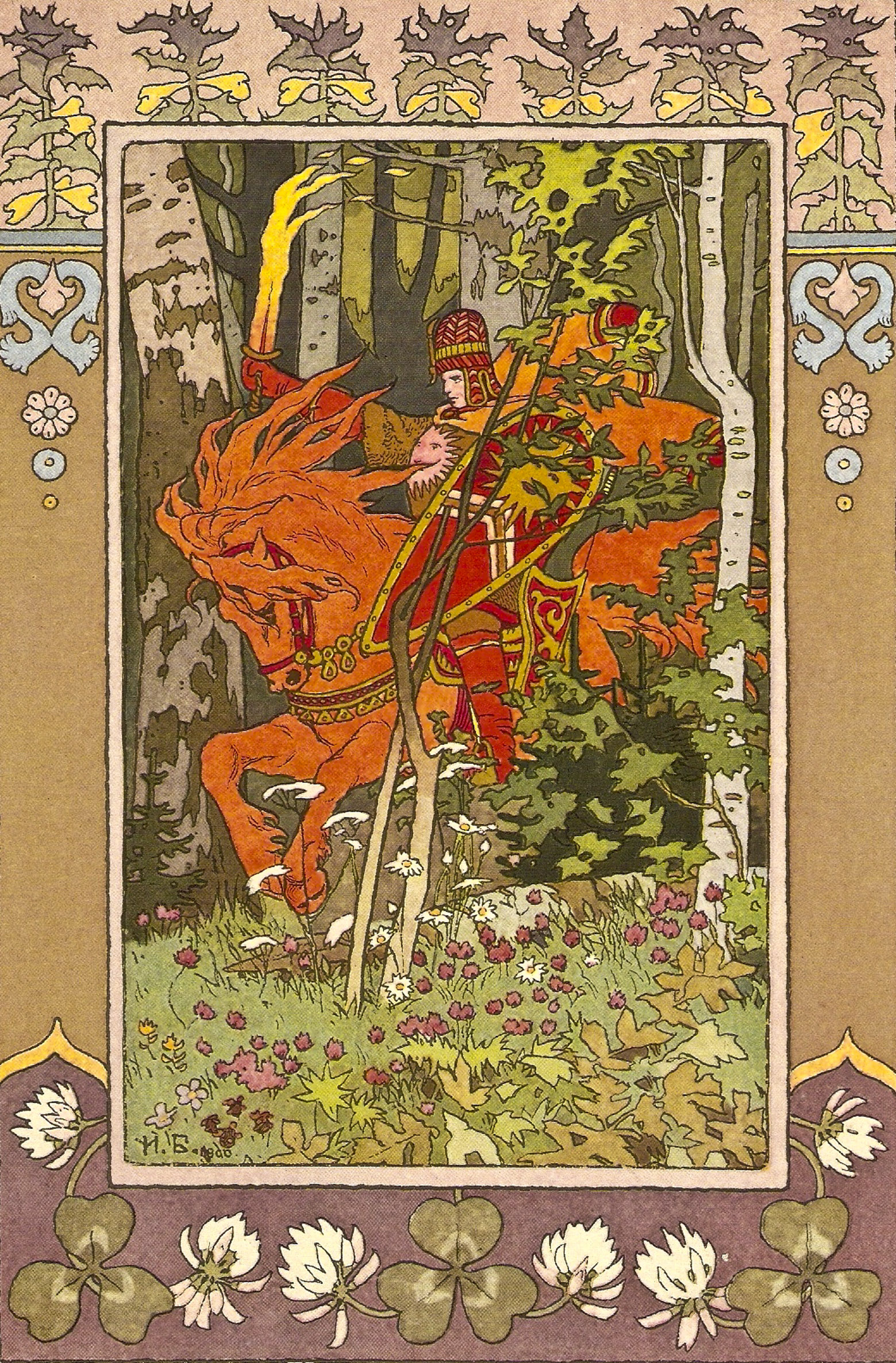
El Cavaller Roig de La Bellíssima Vassilissa (1899).
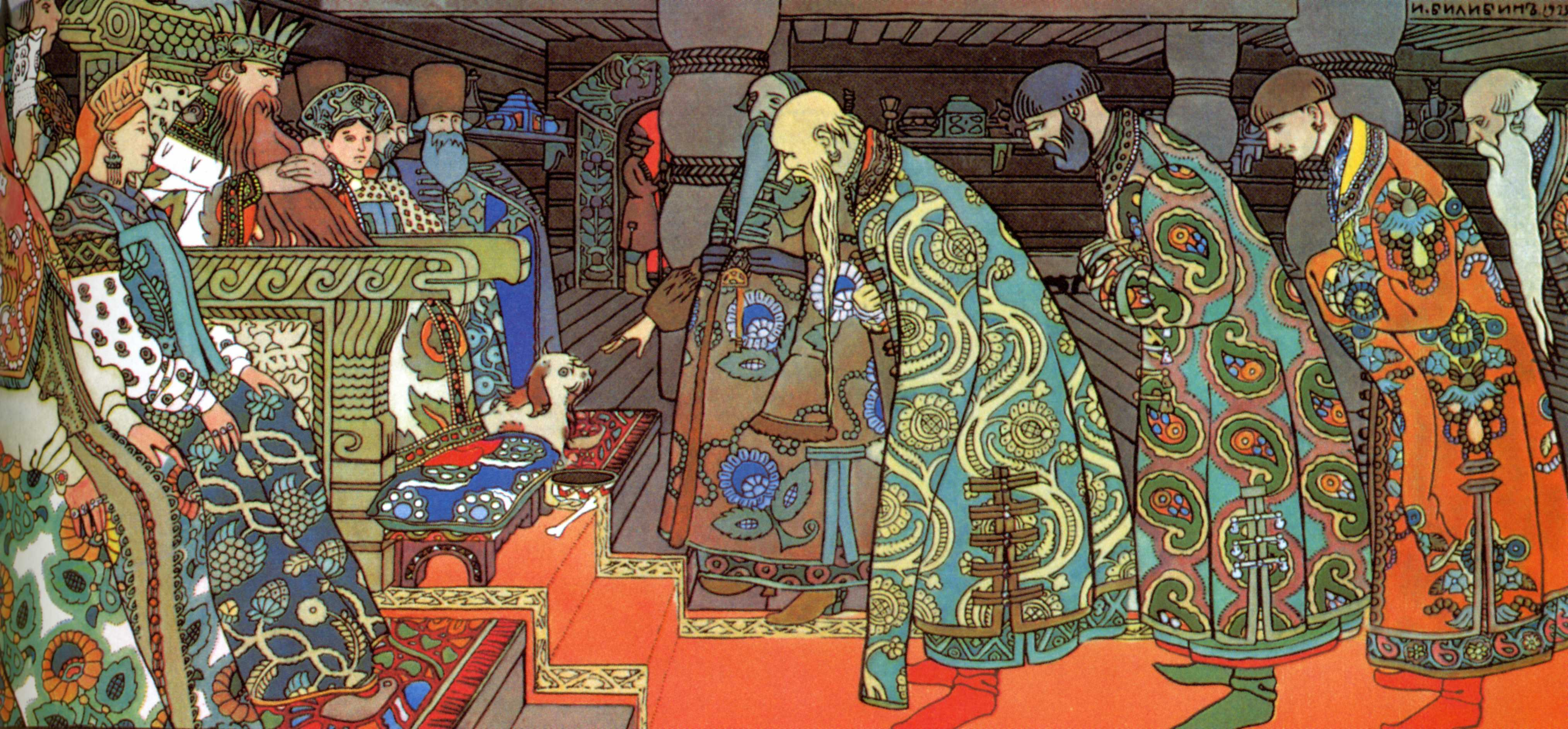
Els mercants (Tsar Saltan) (1905).
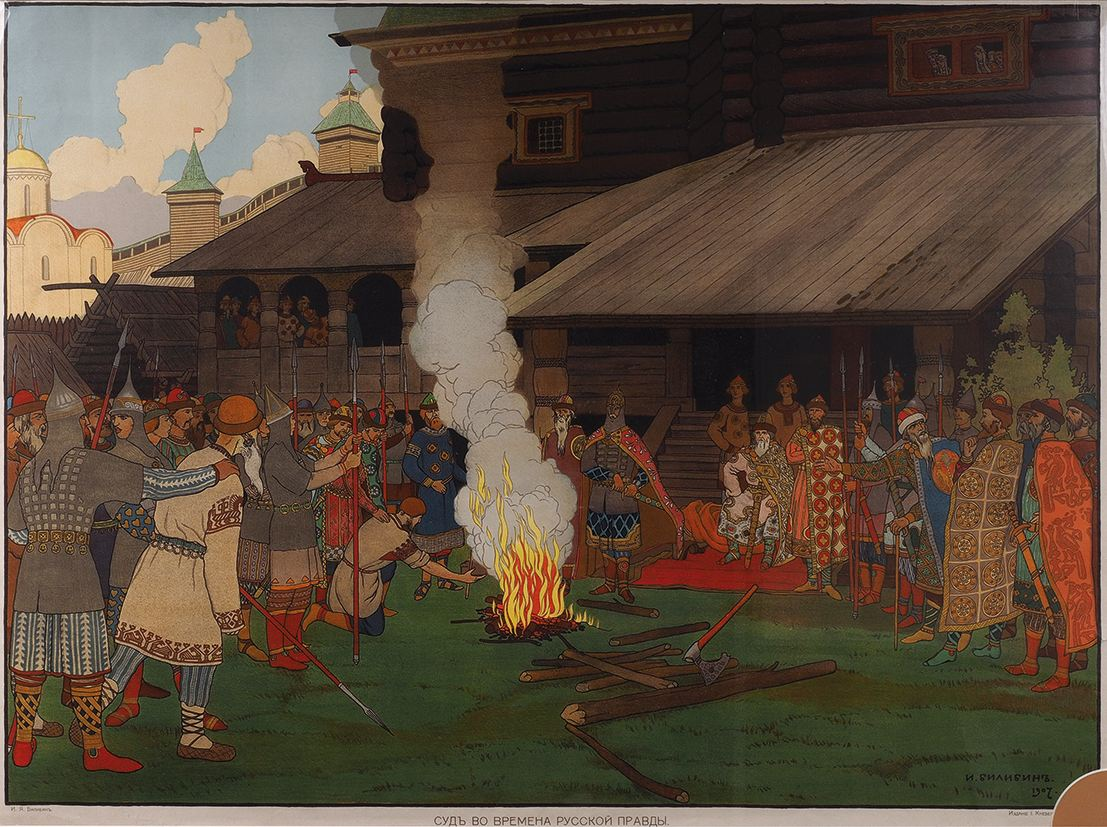
La Justícia dels Rus'.
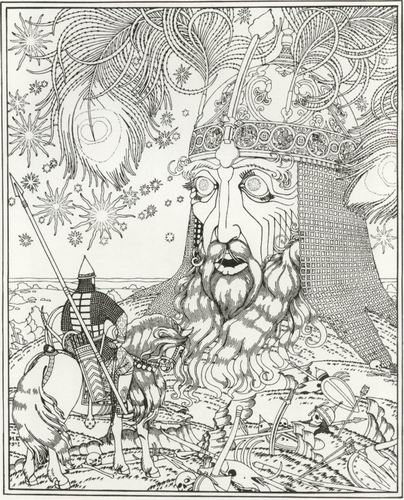
Ruslan i Liudmila d'Aleksandr Puixkin.
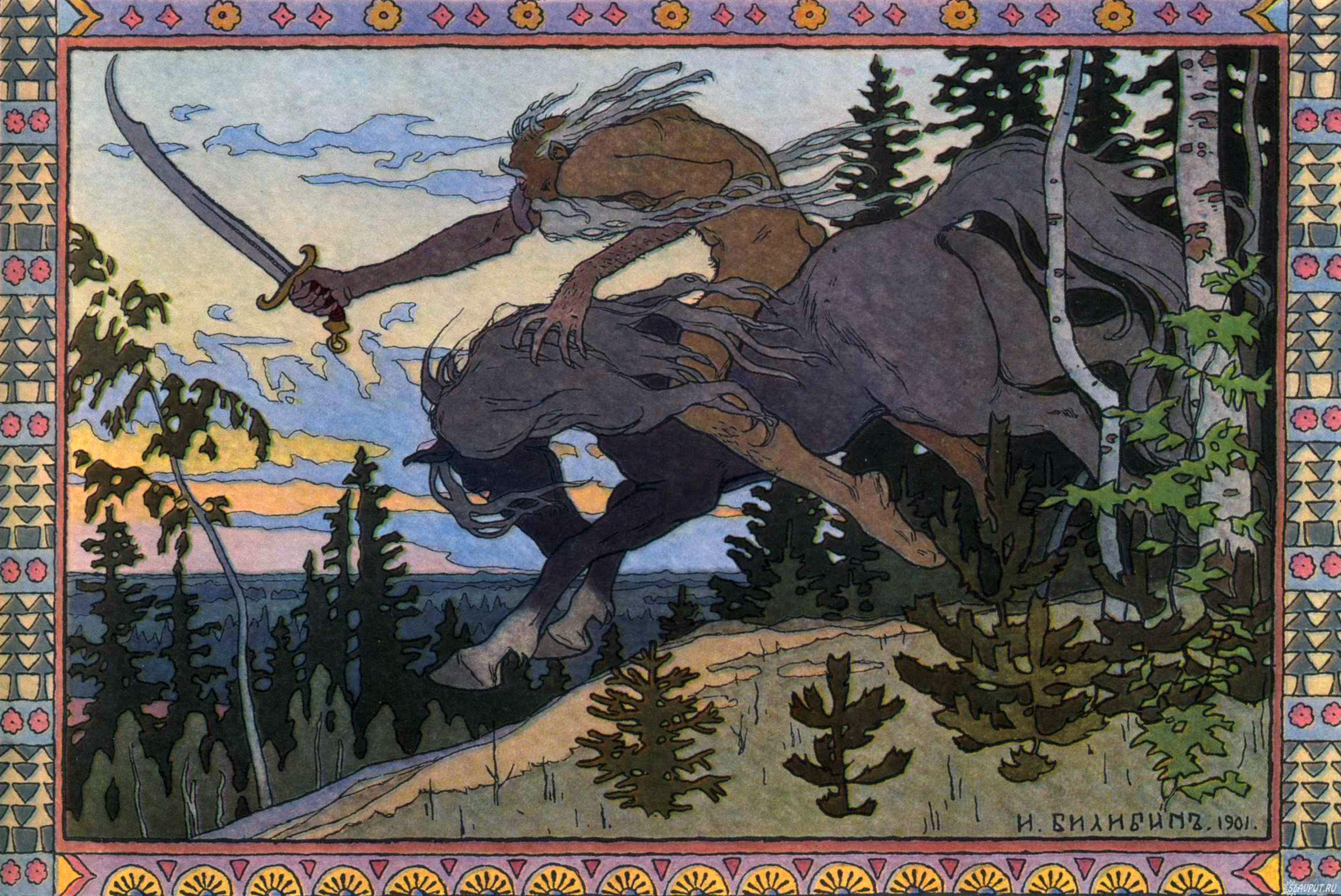
Koixtxei l'Immortal de Marya Morevna (1900).